# Ревуха (притока Собу)
Ревуха — річка в Україні, у межах Липовецького району Вінницької області. Права притока Собу (басейн Південного Бугу). Тече через села Зозівка та Зозів. Впадає у Соб за 98 км від гирла, довжина — 6 км, площа басейну - 31,4 км².